# Myrmelastes saturatus
A Myrmelastes saturatus a madarak osztályának verébalakúak (Passeriformes) rendjébe és a hangyászmadárfélék (Thamnophilidae) családjába tartozó faj.

## Rendszerezése
A fajt Osbert Salvin angol ornitológus írta le 1885-ben, a Heterocnemis nembe Heterocnemis saturata néven. Besorolása vitatott, egyes szervezetek a Schistocichla nembe helyezik Schistocichla saturata néven.

## Előfordulása
Guyana és Venezuela területén honos. Természetes élőhelyei a szubtrópusi vagy trópusi síkvidéki esőerdők és mocsári erdők. Állandó, nem vonuló faj.

## Természetvédelmi helyzete
Elterjedési területe nem nagy, egyedszáma viszont stabil. A Természetvédelmi Világszövetség Vörös listáján nem fenyegetett fajként szerepel.